# NGC 1241
NGC 1241 ist eine Balken-Spiralgalaxie mit aktivem Galaxienkern vom Hubble-Typ SBb im Sternbild Eridanus am Südsternhimmel. Sie ist rund 178 Millionen Lichtjahre von der Milchstraße entfernt und hat einen Durchmesser von etwa 185.000 Lichtjahren. Wahrscheinlich bildet sie mit NGC 1242 ein physikalisch gebundenes Paar (Arp 304). Gemeinsam mit NGC 1242, NGC 1247, PGC 11824 und PGC 11937 bildet sie die NGC 1241-Gruppe.
Halton Arp gliederte seinen Katalog ungewöhnlicher Galaxien nach rein morphologischen Kriterien in Gruppen. Dieses Galaxienpaar gehört zu der Klasse Unklassifizierte Doppelgalaxien.
Das Objekt wurde am 10. Januar 1785 von dem deutsch-britischen Astronomen Wilhelm Herschel entdeckt.

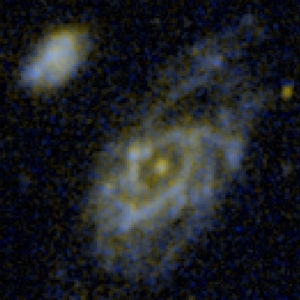
Die Galaxie NGC 1241 (oben links ist NGC 1242) aufgenommen von GALEX.

## NGC 1241-Gruppe (LGG 84)
| Galaxie   | Alternativname | Entfernung/Mio. Lj |
| --------- | -------------- | ------------------ |
| NGC 1241  | PGC 11887      | 179                |
| NGC 1242  | PGC 11892      | 177                |
| NGC 1247  | PGC 11931      | 174                |
| PGC 11937 | Mrk 1071       | 174                |
| PGC 11824 | MCG -02-09-006 | 179                |